# 乐家湾镇
乐家湾镇，是中华人民共和国青海省西宁市城东区下辖的一个乡镇级行政单位。

## 行政区划
乐家湾镇政府下辖以下地区：
乐家湾社区、金桥路社区、上铺村、塔尔山村、下铺村、乐家湾村和杨沟湾村。